# Бруно фон Изенбург-Бюдинген
Бруно Казимир Алберт Емил Фердинанд фон Изенбург-Бюдинген (на немски: Bruno Casimir Albert Emil Ferdinand Fürst zu Ysenburg und Büdingen in Büdingen; * 14 юни 1837, Бюдинген; † 26 януари 1906, Бюдинген) е 3. княз на Изенбург и Бюдинген в Бюдинген (от 1861).

## Биография
Той е най-големият син на княз Ернст Казимир II фон Изенбург-Бюдинген (1806 – 1861) и съпругата му графиня Текла фон Ербах-Фюрстенау (1815 – 1874), дъщеря на граф Албрехт фон Ербах-Фюрстенау (1787 – 1851) и принцеса София Емилия Луиза фон Хоенлое-Ингелфинген (1788 – 1859).
Бруно фон Изенбург-Бюдинген следва право в университета в Гьопинген. През 1857 г. той става член на Corps Saxonia Göttingen. След следването е императорски и кралски майор.
Наследственият принц Бруно фон Изенбург-Бюдинген става княз на Изенбург и Бюдинген в Бюдинген след смъртта на баща му на 16 февруари 1861 г. Като племенен господар от 1861 до 1906 г. е автоматически член на 1. Камера на племенните съсловия на Велико херцогство Хесен, от 1878 до 1889 г. той е там втори президент, а от 1889 до 1900 г. президент.
Умира на 26 януари 1906 г. в Бюдинген на 68 години. Синът му Волфганг от 1906 г. е 4. и последен княз на Изенбург-Бюдинген.

## Фамилия
Първи брак: на 31 юли 1862 г. в Лих с принцеса Матилда Хенриета Шарлота Мария София Вилхелмина фон Золмс-Хоензолмс-Лих (* 12 декември 1842, Лих; † 11 септември 1867, Бюдинген), дъщеря на принц Фердинанд фон Золмс-Хоензолмс-Лих (1806 – 1876) и графиня Каролина фон Колалто и Сан Салваторе (1818 – 1855). Те имат две дъщери:
- Хедвиг (* 1 ноември 1863, Бюдинген; † 1 юли 1925, Ортенберг), омъжена на 27 септември 1883 г. в Бюдинген за 1. княз Бото Август Карл фон Щолберг-Росла (* 12 юли 1850, Росла; † 8 ноември 1893, Росла); има деца
- Елизабет (* 21 декември 1864, Бюдинген; † 16 ноември 1946, Хайлсберг при Росбах), омъжена на 25 септември 1889 г. в Бюдинген за фрайхер Рудолф Карл Райнхард фон Тюнген (* 26 април 1855, Тюнген; † 16 февруари 1929, Хайлсберг); има деца

Втори брак: на 30 септември 1869 г. в Рюденхаузен с графиня Берта Амалазунда Жени Августа Амалия Фани Луиза фон Кастел-Рюденхаузен (* 4 юли 1845, Рюденхаузен; † 5 юли 1927, Бюдинген), дъщеря на наследствен граф Лудвиг Франц Адолф Фридрих Карл фон Кастел-Рюденхаузен (1805 – 1849) и фрайин Фридерика Мария Кристиана фон Тюнген (1818 – 1888). Те имат осем деца:
- Емма (* 28 август 1870, Бюдинген; † 13 декември 1944, Лаубах), омъжена на 14 април 1898 г. в Бюдинген за граф Ото фон Золмс-Лаубах (* 26 май 1860; † 9 септември 1904); има деца
- Мария (* 28 май 1875, Бюдинген; † 22 октомври 1952, Гисен)
- Волфганг (* 30 март 1877, Бюдинген; † 29 юли 1920, Гьосвайнщайн), 4. княз на Изенбург-Бюдинген, женен на 26 септември 1901 г. в Зомерхаузен за графиня Аделхайд фон Рехтерен-Лимпург (1881 – 1970); няма деца
- Текла (* 16 октомври 1878, Бюдинген; † 22 февруари 1950, Мизтелбах), омъжена на 9 май 1901 г. в Бюдинген за принц Манфред V фон Колалто и Сан Салваторе (1870 – 1940); има деца
- Матилда (* 26 март 1880, Бюдинген; † 25 април 1947, Хернсхайм при Вормс), омъжена на 11 април 1907 г. в Бюдинген за барон Корнелиус Хайл фон Хернсхайм (1874 – 1954); има деца
- Хелена (* 14 ноемвери 1881, Бюдинген; † 22 март 1951, Гелнхаузен)
- Херта (* 27 декември 1883, Бюдинген; † 30 май 1972, Глюксбург), омъжена на 15 септември 1920 г. в Бюдинген за принц Алберт/Албрехт фон Шлезвиг-Холщайн-Зондербург-Глюксбург (1863 – 1948); има деца
- Анна (* 10 февруари 1886, Бюдинген; † 8 февруари 1980, Детмолд), омъжена I. на 21 ноември 1911 г. в Бюдинген за граф Ернст фон Липе-Вайсенфелд (1870 – 1914), има деца, II. на 26 април 1922 г. в Бюдинген за принц Леополд IV фон Липе (1871 – 1949); има деца.